# SC Young Fellows Juventus
SC Young Fellows Juventus is een Zwitserse voetbalclub uit Zürich. De club is in de volksmond beter bekend als YF Juventus. In 1992 ontstond de club na een fusie tussen Young Fellows Zürich en Società Calcistica Italiana Juventus Zurigo. De clubkleuren zijn zwart-wit. 

## Geschiedenis

### Young Fellows
Young Fellows werd opgericht in 1903 en twee jaar later nam de club voor het eerst deel aan het kampioenschap. In 1906/07 werd de club groepswinnaar met FC Winterthur en won met 3-1 waardoor het kon deelnemen aan de eindronde om de titel. De club won met 3-2 van FC Basel, maar verloor dan na verlengingen van Servette Genève en werd vicekampioen. De volgende seizoenen kon YF geen hoge toppen meer scheren en moest zich tevreden stellen met plaatsen in de middenmoot.
In 1922/23 werd de club met vijf punten voorsprong op FC Zürich kampioen en kon zo opnieuw deelnemen aan de eindronde met Servette en FC Bern. Ze verloren van Bern, maar wonnen van Servette, zo werd het vicekampioen. Na de afloop werd de uitslag van een groepswedstrijd in de reguliere competitie veranderd waardoor niet FC Bern, maar wel Young Boys het recht had om aan de eindronde deel te nemen. Dit was echter in september waardoor er geen tijd meer was voor een nieuwe eindronde. In plaats van de titel toe te kennen aan de vicekampioen, werd besloten om dat jaar geen titel uit te reiken.
Het volgende seizoen eindigde de club samen met FC Zürich bovenaan de tabel in groep Oost, maar verloor in de play-off van de stadsrivaal. In 1924/25 werd de club autoritair kampioen, maar liet het in de eindronde afweten door een gelijkspel tegen Servette en een verlies tegen Bern. De volgende drie seizoenen moest het telkens zijn meester erkennen in Grasshopper-Club. Daarna kon de club niet meer aanknopen aan de vroegere successen. Na de invoering van de Nationalliga in 1933/34 bleef de club het aanvankelijk slecht doen maar werd dan verrassend vicekampioen achter Lausanne Sports in 1935/36. Dat jaar won Young Fellows ook de beker tegen Servette. Na een derde plaats in het volgende seizoen belandde de club weer in de middenmoot. In 1947/48 kon YF degradatie maar net vermijden met twee punten voorsprong op FC Bern. Het volgende seizoen hadden ze slechts één punt voorsprong op degradant Grasshoppers Zürich. Na twee iets betere seizoenen degradeerde de club uiteindelijk in 1951/52. Na vier seizoenen slaagde  YF erin terug te keren en eindigde samen met FC Zürich op een twaalfde plaats en moest nog een play-off spelen om het behoud die het met 2-1 won. Het volgende seizoen werden de Young Fellows zevende, maar het daarop volgende seizoen werd de club afgetekend laatste met vijf punten achterstand op Urania Genève Sport.
Na een titel keerde de club onmiddellijk terug en kon drie seizoenen standhouden. Van 1965 tot 1968 speelde de club ook nog in de Nationalliga A en moest dan voor langere tijd afscheid nemen van de elite. In de jaren zeventig degradeerde de club zelfs naar de derde klasse, maar herstelde zich en werd in 1976/77 vicekampioen achter Étoile Carouge en promoveerde zo terug naar de hoogste klasse. Daar werd de club afgetekend laatste met slechts vier punten en een grote achterstand op Étoile Carouge. Ook het volgende seizoen eindigde de club afgetekend laatste, opnieuw achter Étoile Carouge. Het was de laatste keer dat de club op een hoog niveau speelde. In 1992 speelde de club in de derde klasse en hierna fusioneerde de club met Juventus Zürich. 
Young Fellows speelde in totaal 56 seizoenen op het hoogste niveau.

### Juventus
Juventus werd in 1922 opgericht en is vooral bekend geweest vanwege de jeugdopleiding. Bij de club waren vooral Italiaanstaligen aangesloten die in Zürich woonden. 

### Young Fellows Juventus
In 1992 kwam de fusie tussen beide clubs tot stand. Vooral Young Fellows zocht een geschikte club om mee te fuseren. De onderhandelingen met Juventus gingen erg vlot. 
In het tweede bestaansjaar van de fusieclub werd de titel in de 1. Liga (de huidige Promotion League) behaald, maar in de eindronde kon de club de promotie niet afdwingen. De volgende seizoenen speelden de club geen rol van betekenis meer totdat in 2000 de derde plaats afgedwongen werd. Ook de volgende twee seizoenen werd de derde plaats bereikt en in 2002 speelde de club de eindronde met FC Wohlen en FC Schaffhausen. De eerste twee clubs promoveerden, maar YF Juventus werd laatste. In 2003 werd de titel gewonnen, maar ook dit keer sneuvelde de club in de eindronde. 2004 bracht eindelijk soelaas en de club promoveerde via de eindronde naar de Challenge League. Na een zestiende en vijftiende plaats in de eerste twee seizoenen werd de club laatste in 2007 en degradeerde terug naar de derde klasse. In het seizoen 2012/2013 speelt de club in de nieuw gevormde Promotion League, de derde klasse in het Zwitserse voetbal.

## Eindklasseringen
- 2000 3e
1. Liga
- 2001 3e
1. Liga
- 2002 3e
1. Liga
- 2003 1e
1. Liga
- 2004 1e
1. Liga
- 2005 16e
Challenge League
- 2006 15e
Challenge League
- 2007 18e
Challenge League
- 2008 12e
1. Liga
- 2009 8e
1. Liga
- 2010 1e
1. Liga
- 2011 5e
1. Liga
- 2012 3e
1. Liga
- 2013 3e
Promotion League
- 2014 2e
Promotion League
- 2015 4e
Promotion League
- 2016 10e
Promotion League
- 2017 12e
Promotion League
- 2018 12e
Promotion League
- 2019 14e
Promotion League
- 2020 15e
Promotion League
- 2021 12e
Promotion League
- 2022 14e
Promotion League
- 2023 17e
Promotion League

- Niveau 2
- Niveau 3

## Young Fellows in Europa
#Q = #voorronde, 1/8 = achtste finale, PUC = punten UEFA coëfficiënten 
| Seizoen | Competitie | Ronde | Land                                      | Club                | Score         | PUC |
| ------- | ---------- | ----- | ----------------------------------------- | ------------------- | ------------- | --- |
| 1936    | Mitropacup | Q     | Vlag van Hongarije (1915-1918, 1919-1946) | Phőbus FC Boedapest | 0-3, 2-6      | 0.0 |
| 1937    | Mitropacup | 1/8   | Vlag van Oostenrijk                       | First Vienna        | 1-2, 1-0, 0-2 | 0.0 |

## Bekende (oud-)spelers
- Fausto dos Santos (1933)
- Fernando Giudicelli (1933)
- Alessandro Frigerio (jaren 1930)
- Gustav Schlegel (jaren 1930)
- Eduard Müller (1933-40)

- Vincenzo Ciseri (jaren 1930)
- Eugen Diebold (jaren 1930)
- Leopold Kielholz (1937-47)
- Gerhard Lusenti (jaren 1940)
- Walter Fink (1939-51)

- Walter Eich (1943-48)
- Edmund Conen (1951-53)
- Sándor Kocsis (1958)
- Karl Mai (1961)
- Frédéric Chassot (2003)